# Sentai Red Isekai de Bōkensha ni Naru
Sentai Red Isekai de Bōkensha ni Naru (戦隊レッド 異世界で冒険者になる Sentai Reddo Isekai de Bōkensha ni Naru?) es una serie de manga japonesa escrita e ilustrada por Koyoshi Nakayoshi. Se publica en la revista de manga shōnen Monthly Shōnen Gangan de Square Enix desde octubre de 2020. Una serie de televisión de anime producida por Satelight se emitió en enero a marzo de 2025.

## Sinopsis
Liderando por un grupo de héroes en la Tierra similar al Super Sentai, Tōgo Asagaki tiene la habilidad de transformarse en el superhéroe Kizuna Red. Sin querer, se ve transportado a un mundo fantástico mientras se enfrenta al supervillano Ender King. Incapaz de encontrar el camino a casa, une fuerzas con la princesa Teltina Liz Wagrel Alvarost, que tiene como objetivo evitar que las semillas demoníacas posean a las personas; la hechicera Idola Avom, que quiere demostrar su valía y restaurar el honor de su familia; y Rosie Mist, la guardaespaldas de la princesa Teltina que está enamorada de ella y envidia a Tōgo por eclipsarlo y parecer acercarse a ella. Tōgo con frecuencia frustra o sorprende a las personas porque carece de sutileza y sentido común, es incapaz de contenerse en la batalla y con frecuencia vaporiza monstruos, lo que impide que sus camaradas vendan partes de su cuerpo. Además, su transformación, poderes y capacidad para invocar un mecha tokusatsu no son de naturaleza mágica y no tienen sentido para los usuarios de magia.

## Personajes

### Principales
Tōgo Asagaki (浅垣 灯悟 Asagaki Tōgo?) / Kizuna Red (キズナレッド Kizuna Reddo?)
 Seiyū: Tomoya Itō
El protagonista principal. Asagaki perdió a sus padres a una edad temprana, pero el mejor amigo de su padre, Daigo Shindo, adoptó a Togo. Togo más tarde se unió a los Kizuna 5 como Kizuna Red, era muy cercano a su equipo (especialmente a Kizuna Silver), durante la batalla final sacrificó su vida para derrotar al Rey del Fin. Togo más tarde reencarnó en otro mundo y se convirtió en un aventurero, ya que aún conservaba sus poderes incluso después de la muerte. Se transforma en Kizuna Red usando la Armadura Bond (Placa Bandisou). Cada vez que se transforma, se produce una gran explosión detrás de él, y cualquier persona normal atrapada en ella sufriría daños normales. Como siempre terminaba carbonizando los objetos que caían durante las misiones, era menos probable que otros aventureros quisieran formar grupos con él y terminó sin dinero. Incluso antes de transformarse, tiene altas habilidades físicas, pero después de transformarse tiene habilidades de combate que las superan por mucho, y está equipado con una variedad de armas como el Handshake Calibur y el Bond Beam Gun, así como movimientos especiales como el Burning Kizuna Punch. También puede invocar Bestias Kizuna y combinarlas para formar el robot gigante Maximum Kizuna Kaiser. Tiene un fuerte apego a los vínculos y se enorgullece de poder formar vínculos con cualquier persona. A Tougo le atraen las chicas que tengan el busto grande.  
Idola Avom (イドラ・アーヴォルン Idora Āvorun?)
 Seiyū: Konomi Inagaki
Proviene de una familia de grandes magos y es capaz de utilizar una variedad de magia, lo que la convierte en una maga de primer nivel. Es capaz de contrarrestar la magia privilegiada hasta cierto punto, salvando a Tougo y sus amigos de situaciones difíciles en muchas ocasiones. También es experta en la investigación de herramientas mágicas, habiendo creado y controlado varios golems y completando el Kizuna Warp de emergencia estilo Arborn usando el poder del vínculo de Tougo.
Durante generaciones, la misión de la familia Arvon como cetro real ha sido investigar la magia para la felicidad del pueblo, e Idora estaba orgullosa de ello, pero su padre, el anterior jefe de la familia, fue derrotado en una batalla por el trono y fue exiliado de la capital real junto con toda su familia. Desde entonces, la familia Arvon ha caído en decadencia y ya no tiene dinero para contratar aventureros de clase A. Idora no puede perdonar las políticas de Shauha, la nueva jefa del Cetro Real, y su mayor deseo es recuperar el Cetro Real y usar el poder de la magia para volver a traer sonrisas a la gente de todo el mundo.
Ella estaba muy intrigada por Tougo, quien es de otro mundo, e inicialmente investigó varios aspectos de sus poderes. Aunque a menudo se siente confundida por las palabras y acciones de Tougo, gradualmente se siente atraída por él y finalmente se da cuenta de que se ha enamorado de él.
Teltina Liz Wagrel Alvarost (テルティナ・リズ・ワーグレイ・アヴァルロスト Terutina Rizu Wāgurei Avarurosuto?)
 Seiyū: Minami Tanaka
Rosie Mist (ロゥジー・ミスト Rojī Misuto?)
 Seiyū: Tomohiro Ono
Raniya (ラーニヤ Rāniya?)
 Seiyū: Haruka Shiraishi
Azir Anuma Kukuja (アジール・アヌマ・ククジャ Ajīru Anuma Kukuja?)
 Seiyū: Makoto Furukawa
Shauha Shemzahar (シャウハ・シェムハザール Shauha Shemuhazāru?)
 Seiyū: Ryōko Shiraishi
Abu Dhabi (アブダビ Abu Dabi?)
 Seiyū: Hiroyuki Yoshino
Vidan (ヴィダン Bidan?)
 Seiyū: Ken'ichi Suzumura

### Kizuna Five
Los Kizuna Five eran los antiguos compañeros de Tōgo en su mundo. Como curiosidad, sus actores de voz en el anime han participado de una manera u otra en la franquicia Super Sentai Series.
Nagare Banjōji (万丈寺 流 Banjōji Nagare?) / Kizuna Blue (キズナブルー Kizuna Burū?)
 Seiyū: Masaya Matsukaze
Emily Tobihoshi (飛星 エミリ Tobihoshi Emiri?) / Kizuna Yellow (キズナイエロー Kizuna Ierō?)
 Seiyū: Mika Kikuchi
Shūji Kataoka (堅岡 修二 Kataoka Shūji?) / Kizuna Green (キズナグリーン Kizuna Gurīn?)
 Seiyū: Hiroshi Tsuchida
Tsukasa Aizawa (愛沢 ツカサ Aizawa Tsukasa?) / Kizuna Pink (キズナピンク Kizuna Pinku?)
 Seiyū: Arisa Komiya
Tenri Nikaidō (二階堂天理 Nikaidō Tenri?) / Kizuna Silver (キズナシルバー Kizuna Shirubā?)
 Seiyū: M.A.O

## Contenido de la obra

### Manga
Sentai Red Isekai de Bōkensha ni Naru está escrita e ilustrada por Koyoshi Nakayoshi y comenzó en la revista de manga shōnen de Square Enix Monthly Shōnen Gangan, el 12 de octubre de 2020. Square Enix ha recopilado sus capítulos en volúmenes tankōbon individuales. El primer volumen se publicó el 12 de abril de 2021.
Square Enix comenzó a publicar los capítulos de la serie en inglés en su servicio global Manga Up! en mayo de 2023.

#### Lista de volúmenes
| N.º | Fecha de lanzamiento     | ISBN original          |
| --- | ------------------------ | ---------------------- |
| 1   | 12 de abril de 2021      | ISBN 978-4-7575-7195-2 |
| 2   | 10 de septiembre de 2021 | ISBN 978-4-7575-7466-3 |
| 3   | 12 de abril de 2022      | ISBN 978-4-7575-7876-0 |
| 4   | 12 de octubre de 2022    | ISBN 978-4-7575-8199-9 |
| 5   | 11 de mayo de 2023       | ISBN 978-4-575-41095-2 |
| 6   | 10 de noviembre de 2023  | ISBN 978-4-7575-8897-4 |
| 7   | 9 de agosto de 2024      | ISBN 978-4-7575-9348-0 |
| 8   | 12 de diciembre de 2024  | ISBN 978-4-7575-9564-4 |

### Anime
En agosto de 2024, se anunció que la serie recibiría una adaptación televisiva de anime. La serie está producida por Satelight y dirigida por Keiichiro Kawaguchi, con Kawaguchi también como director de sonido, Atsuhiro Tomioka manejando la composición de la serie, Shuji Maruyama diseñando los personajes y actuando como director de animación en jefe junto con Hideaki Onishi y Ayaki Ito, y Koichiro Kameyama componiendo la música. La serie de emitió el 12 de enero a 30 de marzo de 2025 por AT-X y en otras cadenas. El tema de apertura es "Cuz I", interpretado por Hikaru Makishima, mientras que el tema de cierre es "Explosive Heart", interpretado por Aya Uchida. Crunchyroll obtuvo la licencia de la serie fuera de Asia.